# Варзеа-да-Палма
Варзеа-да-Палма (порт. Várzea da Palma) — муниципалитет в Бразилии, входит в штат Минас-Жерайс. Составная часть мезорегиона Север штата Минас-Жерайс. Входит в экономико-статистический микрорегион Пирапора. Население составляет 36 314 человек на 2009 год. Занимает площадь 2195,653 км². Плотность населения — 15,1 чел./км².

## История
Город основан 12 декабря 1953 года.

## Статистика
- Валовой внутренний продукт на 2003 год составляет 323 644 128,00 реалов (данные: Бразильский институт географии и статистики).
- Валовой внутренний продукт на душу населения на 2003 год составляет 9961,65 реалов (данные: Бразильский институт географии и статистики).
- Индекс развития человеческого потенциала на 2000 год составляет 0,726 (данные: Программа развития ООН).